# TV 2 (Dänemark)

Sender-Logo

TV 2 ist ein dänischer Fernsehsender. Er verfügt über sechs Fernsehkanäle und stellt Sendeinhalte auch im Internet zur Verfügung. Das Hauptprogramm ist der meistgesehene TV-Kanal in Dänemark mit einem Marktanteil von zuletzt 24 Prozent aller Zuschauer von 0 bis 24 Uhr. Der Sender produziert Nachrichten, Dokumentationen, Unterhaltungssendungen, Sportübertragungen, Frühstücksfernsehen und Kindersendungen.
TV 2 ist als staatliche Aktiengesellschaft organisiert, eine Privatisierung wurde seit 2001 wiederholt diskutiert, aber nie durchgeführt. Der Betrieb wird durch Werbeeinnahmen und Abonnentengebühren (Pay-TV) finanziert.
Der Jahresumsatz beträgt rund 2 Mrd. Kronen (268 Mio. Euro). Der Hauptsitz befindet sich in Odense, in Kopenhagen wird ein Hauptstadtstudio unterhalten. Insgesamt sind rund 1050 Mitarbeiter (2015) beim Sender beschäftigt.

## Empfang
Als einer der beiden dänischen öffentlich-rechtlichen Sender soll TV 2 dazu beitragen, Programmvielfalt zu gewährleisten. Die TV2-Nachrichtensendungen mit Gebärdensprache gehören zu den Must-carry-Programmen, das heißt Kabelanbieter und Gemeinschaftsempfangsanlagen müssen sie übertragen. Das Programm ist terrestrisch und via Kabel zu empfangen. Es wird über zahlreiche Grundnetzsender landesweit ausgestrahlt.

### Kabelempfang in Schleswig-Holstein
TV 2 (Syd) wird vom Kabelanbieter Vodafone Kabel Deutschland (bis 2015 unter dem Namen Kabel Deutschland) an den Kabelkopfstellen Flensburg, Heide, Kiel und Neustadt in Holstein ins Netz eingespeist (Digitalkanal S03).

## Spartenkanäle
Es existieren fünf Spartenkanäle: TV 2 News, TV 2 Echo, TV 2 Charlie, TV 2 Sport und TV 2 Fri. Das Angebot für Internet, Handy und Tablet heißt TV 2 Play.

## Geschichte
TV 2 startete am 1. Oktober 1988 als halb privater, halb staatlicher Mischsender und wurde aus Gebühren und Werbung finanziert. Innerhalb von drei Jahren stieg TV 2 zum meistgesehenen TV-Sender in Dänemark auf. Von 2004 bis 2012 wurde TV 2 vollständig aus Werbeeinnahmen und Gebühren für die Einspeisung in Kabelnetze bzw. Satellitenempfang finanziert. Seit 2012 wird das Hauptprogramm teilweise durch Zuschauer-Abonnements finanziert.
Am 24. Juli 2025 musste der Standort in Odense wegen einer Bombendrohung evakuiert werden.

## Regionalsender
Im Januar/Februar 2012 wurden acht eigenständige Regionalgesellschaften eingerichtet. Sie arbeiten journalistisch und finanziell selbständig. Mehrmals täglich werden die regionalen Nachrichtensendungen im Hauptkanal gezeigt.
| Sender         | Name/Logo | Sitz          | Sendegebiet                                                      |
| -------------- | --------- | ------------- | ---------------------------------------------------------------- |
| TV2 Nord       | TV2 N     | Aabybro       | Nordjütland                                                      |
| TV Midt-Vest   | tvmv      | Holstebro     | Mittel- und Westjütland                                          |
| TV2 Østjylland | TV2 OJ    | Århus         | Ostjütland                                                       |
| TV Syd         | tvs       | Kolding       | Südliches Jütland                                                |
| TV2 Fyn        | TV2 Fyn   | Odense        | Fünen                                                            |
| TV Øst         | TV Øst    | Vordingborg   | Westseeland, Lolland, Falster und Mön (ungefähr Region Sjælland) |
| TV2 Lorry      | TV2 Lorry | Frederiksberg | Kopenhagen und Umland (Hovedstadsområdet)                        |
| TV2 Bornholm   | TVB       | Aakirkeby     | Bornholm                                                         |

## TV 2 Radio (2006–2008)
2006 erhielt TV 2 bei einer Auktion den Zuschlag für die Frequenzen der fünften dänischen UKW-Radiosenderkette. Die Kapazitäten waren wieder frei geworden, nachdem Sky Radio wegen mangelnder Rentabilität den Sendebetrieb eingestellt hatte. TV 2 Radio konnte auch in Norddeutschland gehört werden, insbesondere über die Sender Rangstrup (89,3 MHz/3 kW) und Mögeltondern (92,4 MHz/0,5 kW). Auch auf Fehmarn und im Norden Mecklenburg-Vorpommerns konnte TV 2 Radio empfangen werden. Im Zuge von Sparmaßnahmen wurden am 28. April 2008 alle Moderatoren mit sofortiger Wirkung freigestellt. Bis 30. Juni 2008 wurden Musik und Kurzmeldungen ohne Moderation gesendet. Laut Marktumfragen stieg dadurch die Hörerquote um ein Fünftel an. 
Sender und Frequenzen übernahm 2008 die SBS Broadcasting Group (ProSiebenSat.1 Media), die 80 Prozent des Unternehmens erworben hatte, während 20 Prozent bei TV 2 verblieben. Der Radiosender erhielt den Namen Nova FM. TV 2 steuerte bis November 2014 Nachrichten bei. Dann wurde diese Kooperation beendet; seitdem ist Berlingske Nyhedsbureau (Berlingske Media) für die Kurznachrichten verantwortlich.

## Bekannte Mitarbeiter (Auswahl)
- Hans Engell: Kommentator zur dänischen Innenpolitik
- Flemming Toft: Kommentator bei Sportsendungen (v. a. bei Länderspielen)
- Jes Dorph-Petersen: Nachrichtensprecher 1991–2012
- Henrik Arildskov: Moderator 1997–2014
- Johannes Langkilde: Nachrichtensprecher 2006–2013

## Belege
1. ↑  Pressemitteilung Einschaltquoten 47. Kalenderwoche 2015 (dän.) TNS Gallup, abgerufen am 24. November 2015.
2. ↑  Fakta om TV2 Offizielle Website, abgerufen am 24. November 2015.
3. ↑  Ordbog - markedet for tv-pakker forbrug.dk, abgerufen am 24. November 2015.
4. ↑  Senderliste Nachbarländer (Memento des Originals vom 6. Mai 2017 im Internet Archive)  Info: Der Archivlink wurde automatisch eingesetzt und noch nicht geprüft. Bitte prüfe Original- und Archivlink gemäß Anleitung und entferne dann diesen Hinweis. Vodafone Kabel Helpdesk, abgerufen am 24. November 2015.
5. ↑  Bombetrussel mod TV 2 - TV 2. 24. Juli 2025, abgerufen am 24. Juli 2025 (dänisch).
6. ↑  Fakta: Regionerne (Seite nicht mehr abrufbar, festgestellt im Januar 2023. Suche in Webarchiven)  Info: Der Link wurde automatisch als defekt markiert. Bitte prüfe den Link gemäß Anleitung und entferne dann diesen Hinweis. TV2, abgerufen am 24. November 2015.